# Собченко, Даниил Евгеньевич
Дании́л Евге́ньевич Со́бченко (13 апреля 1991, Киев — 7 сентября 2011, Туношна, Ярославская область) — российско-украинский хоккеист, центральный нападающий.

## Биография
Занимался хоккеем с 1997 года, первый тренер — отец Евгений Николаевич Собченко. Воспитанник киевской хоккейной школы «Льдинка». Играл за местные юниорские команды «Льдинка», «Сокол» и «Орбита».
В 2002 году приглашён клубом «Локомотив» в Ярославль. С конца 2007 года выступал за его молодёжную команду — «Локомотив-2», затем «Локо»; а с конца 2009 года также и за основной состав.
В 2011 году был задрафтован в НХЛ под общим 166 номером клубом «Сан-Хосе Шаркс».
Погиб вместе с командой «Локомотив» 7 сентября 2011 года при взлёте самолёта с ярославского аэропорта. Похоронен в Киеве на Совском кладбище.

## Статистика
Клубная
| 2007-08 | Локомотив Ярославль 2 | Первая лига | 14 | 6  | 4  | 10 | 2  | -   | 8  | 0 | 3 | 3 | 0  | -  |
| 2008-09 | Локомотив Ярославль 2 | Первая лига | 66 | 44 | 43 | 87 | 53 | +59 | 4  | 0 | 2 | 2 | 2  | -  |
| 2009-10 | Локомотив Ярославль   | КХЛ         | 35 | 5  | 1  | 6  | 6  | −4  | 6  | 0 | 0 | 0 | 2  | 0  |
| 2009-10 | Локо Ярославль        | МХЛ         | 6  | 0  | 4  | 4  | 4  | +1  |    |   |   |   |    |    |
| 2010-11 | Локомотив Ярославль   | КХЛ         | 16 | 1  | 1  | 2  | 4  | −1  | 11 | 0 | 1 | 1 | 16 | −1 |
| 2010-11 | Локо Ярославль        | МХЛ         | 14 | 10 | 10 | 20 | 8  | +9  |    |   |   |   |    |    |

Международная
| Год  | Соревнование                           | И | Г | П | О | +/- | Ш | Результат |
| ---- | -------------------------------------- | - | - | - | - | --- | - | --------- |
| 2011 | Чемпионат мира среди молодёжных команд | 7 | 4 | 3 | 7 | +5  | 4 | Золото    |

## Достижения
- Победитель Кубка Тюменского региона в составе молодёжной сборной России 2009
- Победитель двух турниров в составе юношеской сборной России 2007
- Трёхкратный серебряный призёр Открытого первенства Москвы 2003, 2005, 2006
- Серебряный призёр чемпионата России среди сборных регионов 2007
- Двукратный бронзовый призёр Открытого первенства Москвы 2004, 2008
- Двукратный бронзовый призёр Чемпионата России среди юниоров 2005, 2007
- Бронзовый призёр чемпионата России среди сборных юниоров 2008
- Бронзовый призёр международного турнира в составе юношеской сборной России 2007
- Чемпион мира среди молодёжи 2011
- Бронзовый призёр чемпионата КХЛ 2011